# Laguna Ninacocha
Ninacocha (del quechua nina fuego qucha lago ) es una laguna en Perú, en la región de Ancash, provincia de Bolognesi, distrito de Huallanca . Ninacocha está al noreste de la cordillera Huayhuash, al sur del lago Condorcocha y al noroeste de la montaña Chonta. 